# Geštalt pedagogika
Eden novejši pristopov na področju geštalta je geštaltpedagogika. 
Geštaltpedagogika predstavlja celostno doživljanje in izražanje samega sebe skozi risanje, gibanje, ples, otip, vonj, glasbo, oblikovanje, vodeno meditacijo (Gerjolj 2011, Gerjolj 2011). Nastala je sredi 70 let dvajsetega stoletja, predvsem zaradi dejstva, da se je določenim pedagogom zdelo škoda, da bi geštalt terapijo uporabljali samo za zdravljenje, ne pa za razvoj osebnosti (Hufnagel 2011a, 7–29). 
Eden izmed osrednji konceptov geštaltpedagogike je tudi celostno - izkustveno učenje (Žibret 2013).  
Bistvo celostno - izkustvenega učenja je, da se učeči v celoti vključi v trenutno dogajanje preko telesne, duševne in duhovne dimenzije.  
Dalje, osrednja načela geštaltpedagogike (poleg celostno-izkustvenega učenja) so: osrediščenje osebe, osredotočanje na stik, 'tukaj in zdaj', zavedanje, samo-pomoč, dober/zaprt geštalt, integracija, dialoško poučevanje, odgovornost, sinergija, prostovoljnost (Hufnagel 2011a). 
Nadgradnja geštaltpedagogike je religiozna oz. krščanska geštaltpedagogika. 